# Mustela richardsonii
L'ermellino americano (Mustela richardsonii) è un membro nordamericano della famiglia Mustelidae.

## Tassonomia
È stato a lungo considerato conspecifico con l'ermellino ( M. erminea ), ma uno studio del 2021 ha scoperto che si trattava di una specie distinta, che formava cladi genetici distinti dall'erminea . La scoperta è stata accettata dall'American Society of Mammalogists . La scoperta è stata accettata dalla American Society of Mammalogists. Si pensa che l'ermellino Haida ( M. haidarum ) sia una specie ibrida originata dall'antica ibridazione tra M. erminea e M. richardsonii .

## Distribuzione
La specie si trova in gran parte del Nord America a parte la maggior parte dell'Alaska (sebbene si trovi su alcune isole dell'Alaska sud-orientale), lo Yukon orientale , la maggior parte del Canada artico e la Groenlandia , dove è sostituita da M. erminea . Raggiunge l'estensione settentrionale del suo areale nell'isola di Baffin e una parte del Nunavut continentale orientale e da qui si estende per coprire quasi tutto il Nord America occidentale a sud fino al New Mexico settentrionale e il Nord America orientale a sud fino alla Virginia settentrionale. È assente dalla maggior parte degli Stati Uniti sudorientali e nelle Grandi Pianure .

## Ecologia
In Nord America, dove la nicchia ecologica per le prede delle dimensioni di un topo e di un coniglio è occupata dalla più grande donnola dalla coda lunga (Neogale frenata), l'ermellino americano preda di topi, arvicole, toporagni e giovani siluri .

## Rapporto con l'uomo
La pelliccia di ermellino era apprezzata dai Tlingit e da altri popoli indigeni della costa nord-occidentale del Pacifico . Potevano essere attaccati alle insegne tradizionali e ai cappelli di corteccia di cedro come status symbol, oppure venivano anche usati per creare in camicie.